# Marie Françoise Carbonnelle
Marie Françoise Carbonnelle (6 februari 1946) is een Franse illustratrice, kunstschilderes en designer.
Zij verzorgde illustraties voor onder andere boeken en brochures. Dit deed zij ook in samenwerking met Hella Haasse voor Ogenblikken in Valois (1982). Zij was enige tijd de buurvrouw van Haasse in Saint-Witz. 
Marie Françoise Carbonnelle werkte eerst in een figuratieve stijl, die aan het impressionisme doet denken. Later werk van haar is abstracter en herinnert aan het late werk van de Engelse schilder William Turner.
In 2019 woont en werkt zij in de stad Tours.